# 示現舎
示現舎合同会社（じげんしゃ）は、日本の出版社である。所在地は神奈川県川崎市多摩区三田4丁目。
「部落問題や在日韓国・朝鮮人問題、アイヌ、LGBTなど、報道におけるタブーの核心に踏み込み、真のジャーナリズム、言論の自由・表現の自由を実現する」ことを目的として掲げ、2010年から2012年には『月刊 同和と在日』を刊行していた。
代表の宮部龍彦は「神奈川県人権啓発センター」を主宰している。

## 活動
代表の宮部龍彦（鳥取ループ）は後述のように裁判所にも認められた鳥取県東部、鳥取市下味野の同和地区出身者であり、個人の同和マニアとして趣味で同和について研究している。同和地区の場所を公開する理由については「様々だが、第一に同和はタブーだと思い込んでいる人をおちょくるため」と述べている。また「差別をばら撒いている」との指摘に対して「差別ではなく、平等をばら撒いております」と述べている。
裁判所による「同和地区という一定の区域の出身者が同和地区出身者」という基準による部落認定地域出身者であるが、同和行政の犯罪・不正を告発する活動をしているが故に、裁判所の認定後も解放同盟などの同和団体からは「鳥取ループは部落出身者ではない」と見做されている。
鳥取ループは同和利権告発活動を「差別」とする主張について、同和絡みの不祥事がなくならない原因だとし、「私のような部落出身者でさえ不正の存在や被害を訴えても、差別だと逆に非難されてしまう。だから利権の蜜を吸っている者以外の皆が恐れて、同和絡みの不正を告発しようとしない。奈良市部落解放同盟員給与不正受給事件を含む相次ぐ奈良市役所環境部や京都市環境局不祥事など上司どころか市長さえ指示出来ないことによる部落枠採用者の高い不祥事率、モード・アバンセや飛鳥会事件など差別是正名目や人権教育名目による税金の不正利用、要求を飲ませるためにシンパの学者やジャーナリスト、弁護士らを使った行政対象暴力や仕事の回し合いがまさにそれである」と批判している。これらの人権を名分にした同和利権について、たまたま不正の舞台が同和地区だったのではなくて、全貌を知れば同和の人間が同和を背景にやっており、「差別された/していると吊し上げ・糾弾をしててきたことで利権を得てきた」と複数の事件や資料が指し示していると述べている。同和利権を擁護するために関係者やシンパらが「同和地区全てそんなものだと思われて差別を助長するから言うな」「彼ら犯罪・不正を見逃せ、同和地区の住民が差別される」という主張を告発妨害の言い訳に使ってくることに対しても、「彼らの不正活動の蜜を吸ってない同和地区住民らも人質に使って、犯罪でも何でも容認。とても卑怯かつ卑劣。」と利権活動関係者や擁護者らを批判し、下記を含む一般のテレビやマスコミが報道しない人権利権の告発活動をしていると述べている。

### 「部落探訪」シリーズ
「部落探訪」を批判する部落解放同盟は「全国各地の被差別部落に潜入し、所在地や特徴が一目でわかるような写真をインターネット上に大量に掲載したもの」と主張し、2015年12月から開始された。部落解放同盟東京都連合会は東京法務局に対して「部落探訪」の削除要請をおこなっている。
2019年3月、同和地区の地名等を掲載するサイトには学術・研究目的を除き削除要請をする方針を法務省が打ち出したが、示現舎の鳥取ループこと宮部龍彦は「後世に残すべき資料としての学術的価値の高い部落探訪シリーズは例外であることが明らかなので、他の低質なサイトを見ることなくぜひ本サイトを御覧いただきたい」と述べている。
2019年5月17日、大阪府庁で開催された部落解放同盟大阪府連と吉村洋文大阪府知事との政策懇談会で吉村知事は部落探訪について「許しがたい。学術・研究の名を借りてやっており大きな問題だ。表現の自由との兼ね合いはあるが、行政としてできることをやっていきたい」などと述べている。
部落探訪シリーズでは、和歌山市芦原地区の町内会長が地元で公共事業を請け負う業者から金を巻き上げる等していた事件や、三重県津市相生町の町内会長が市職員に対して行っていたパワーハラスメントを、市長を含む幹部が長年にわたり見て見ぬふりをしていた事件の告発報道が行われ、この報道がきっかけとなり、津市相生町自治会長事件（行政対象暴力）が世間に発覚することとなった。
2022年11月30日、ユーチューブに公開されていた部落探訪動画が削除された。削除理由についてユーチューブ側は「ヘイトスピーチの指針で、社会的階層などの特性に基づいた差別を助長するコンテンツは禁止している」としている。
2023年12月6日、被差別部落の地名などをウェブサイトに掲載するのは「差別されない権利」に反するとして、埼玉県熊谷市の76歳の男性と部落解放同盟埼玉県連は、示現舎の宮部龍彦代表に記事の削除や計660万円の損害賠償を求めて、さいたま地方裁判所に提訴した。
被差別部落に関する記事や動画をウェブサイトに掲載され、「差別されない権利」を侵害されているとして、新潟県内の被差別部落に住む男女3人と部落解放同盟県連合会が2024年1月24日にサイトの運営者を相手取り、記事の削除や1人あたり220万円の損害賠償を求めて新潟地裁に提訴した。提訴後の記者会見に、新潟県新発田市在住の長谷川サナエ（部落解放同盟新発田住吉支部長）は実名を出して臨み「絶対にひるまない」、「黙っていられないと思った。家族や従業員の命と生活を守っていくのが私の仕事」などと述べた。
ウェブサイトに被差別部落の地名や風景の写真などを掲載するのは「差別されない権利」の侵害だとして、大阪府内の70代男性と部落解放同盟大阪府連合会が2024年7月8日にサイトを運営する示現舎の宮部龍彦代表に対し、府内を取り上げた全記事や動画の削除と計1100万円の損害賠償などを求める訴訟を大阪地裁に起こした。

### 全国部落調査復刻版

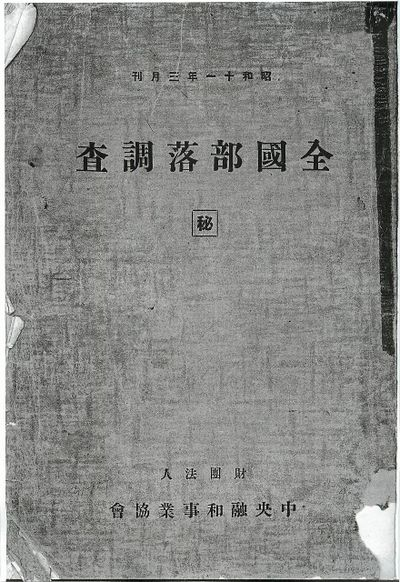
全國部落調査の表紙

2016年4月1日に『全国部落調査』の復刻をホームページで発表。
同年3月22日、この動きに対して部落解放同盟ならびに執行委員長組坂繁之ら5人は「差別を助長する」として横浜地方裁判所に出版の禁止を求める仮処分を申し立て、3月28日これを認める決定が出された。
示現舎は東京高等裁判所に抗告を申し立てたが却下。
同年5月21日、東京地方裁判所から訴状および関連文書が送達された。部落解放同盟および212名の「被差別部落出身者」が、示現舎に対して全国部落調査の公表中止と2億3320万円の損害賠償の支払いを求めるものであった。訴訟の途中で新たに原告が増えたため訴額は3630万円が加えられ、合計2億6950万円となった。
同年6月10日、部落解放同盟全国連合会から示現舎に対して「糾弾状」が郵送された。
糾弾状には「確信犯には実力糾弾も辞さない」「やってもいいんだ!」などと記されていたとされる。
2021年9月27日、東京地方裁判所に出版・公開の差し止めを命じられた。成田晋司裁判長は「出身者が差別や誹謗中傷を受けるおそれがあり、プライバシーを違法に侵害する」と判断し、該当部分のサイト削除と出版禁止、計約480万円の賠償支払いを命じた。部落出身を告白した原告は出版によるプライバシー権の侵害を認めず、該当者の出身6県（千葉、富山、三重、山口、佐賀、長崎）を差し止めの対象から外した。原告側の弁護士は「我々が主張してきた差別されない権利も認められず、司法の限界を認識させられた」と述べた。鳥取ループは「全面解禁という目的は果たせていない。控訴すると思う」と述べた。
2023年6月28日、東京高裁（土田昭彦裁判長）は一審東京地裁判決と同様に該当部分のサイト削除と出版禁止を命じた。損害賠償は増額し計550万円とした。高裁は「人には差別を受けずに平穏な生活を送る人格的利益があり、法的に保護される」と言及し、被差別部落出身と推測させる地名の公表は、この利益を侵害すると判断した。示現舎はメディアに「いくらでも悪用可能な恐ろしい判決だ。上告はするが結論は期待していない。」とコメントした。
2024年12月、最高裁第3小法廷（平木正洋裁判長）は双方の上告を退ける決定をした。4日付である。違法性を認めて示現舎側にサイトの該当部分削除と31都府県分の内容の出版禁止、計550万円の損害賠償を命じた二審・東京高裁判決が確定した。12月10日、原告側が勝訴確定を受け東京都内で記者会見し、指宿昭一弁護士は「被害者の救済に時間がかかり、差別を禁止する立法的解決が必要だ」と訴えた。示現舎は「実質的に勝訴だと思っている」とコメントした。

### 見解
示現舎側主張
鳥取ループこと宮部龍彦は「間違いなく部落探訪は必要である。日本の歴史から部落の存在は切り離せないものであり、現に同和行政が行われているからこそ、それらの検証と議論のために詳細を知る必要がある」「出版するということは、いろんな人に見て欲しいっていうところがあるんです」などと述べている。既に判決の出た裁判に触れ、「同和地区の場所を聞くなという趣旨のものではないし、現在筆者が行っている裁判では、必要であれば個別の同和地区の地名を出すことは構わないと裁判所は判断している。」と述べている。しかし、判決をよく読まずに「同和地区の場所を公開してはならない」という認識が独り歩きして、鳥取県琴浦町にて議会での討論に、県が市町村の議会の運営に干渉した事案が起きた際には、「通常ならあり得ないことだが、同和が関係すると、残念ながらそのあり得ないような事が起こってしまう。」と、この種の事案は共産党議員による同和行政追及質問に、解放同盟系議員が差別だと言って反発するパターンが多く、たまに逆に解放同盟系議員による同和行政の推進を求める議会質問に対して共産党議員が差別だと反発する例があると述べている。
賛成意見
大阪府松原市の同和地区出身である事をカミングアウトしているノンフィクション作家の上原善広は、水平社宣言に書かれた「穢多であることを誇りうるときがきたのだ」という言葉と、「住んでいるところを隠す」のは矛盾しているとして、「ぼくはこの出版自体は良いことだと思います」と述べている。また上原は、ツイッターで「ごく一部で話題の『全国部落調査』（示現舎）ですが、路地の人々が誇りを取り戻すという意味では画期的な出版でしょう。悪用する人が多ければ、それだけ差別があるということ。これをきっかけに、路地について学ぶ人が多くなればいいですね。」と書き込んでいる。
反対意見
弁護士で法務大臣の森まさこは「特定の地域を同和地区であると指摘する情報が国民の間に流通、拡散することは人権擁護上、看過できない事態と認識している」と述べている。

## 津市相生町自治会長事件告発
不定期掲載している部落探訪シリーズで津市相生町の取材に訪れた際に、2020年9月9に相生町自治会長による津市役所職員に対するパワハラが行われていることを、「部落探訪・特別編(192) 三重県津市相生町 ここにも「同和のドン」が!?」にて、初報告した。取材を続けたところ、被害者多数でパワハラどころか、議会にまで介入するなど非常に大規模な「行政対象暴力」と言える深刻な実態が明らかとなったと主張した。同年9月21日に示現社は津市相生町において「津市で相生町自治会長による大規模な行政対象暴力が発覚」と最低でも2016年から同和・暴力団の威力を背景として行政職員を私的労働強制、市議会への介入が常態化していて、津市議会・津市役所まで支配している行政対象暴力があったとし、安いゴミ箱を買って高い補助金予算を組ませて差額を貰う税金搾取、自分の身内の店利用を市職員らに強制など市長や議会、役所すらも支配していたと主張した。
津市相生町自治会長事件、2020年12月1日から現地マスコミである伊勢新聞でも報道され、2020年12月3日には津市議会の令和2年第四回定例会にて、「相生自治会(長)」「示現社」の名が議会に出された。
相生町自自治会がごみ集積所に設置したごみ箱を巡り、市が補助金不正支出したと、川口和雄議員（津和会）が9日の一般質問で、津地検に市を刑事告発する考えを明言。川口議員は自治会長とパワハラで退職に追い込まれた職員がいるとして、強要罪でも市を告発する考えを示した2020年12月に前葉泰幸市長は「特定の市民」に市職員が土下座をして謝罪したことや丸刈りになった事実があることを認めた。桂三発議員は伊勢新聞取材に対し、自身も2020年3月に相生町自治会長に土下座させられたことを明かした。加藤美江子議長（公明党議員団）と安積むつみ議員（公明党議員団）も取材に応じ、平成30年12月、同自治会長に市役所で因縁を付けられてどう喝され、謝罪を強要された上に、両議員に対する謝罪の強要に自治会長と、彼を恐れる市の幹部職員らが関与していたと述べた。
堀口順也議員は11月30日の緊急質問で、平成30年12月の本会議開会前に同自治会長に対し、複数の市幹部が市役所で「土下座をしていた」ことを暴露した。議会に召喚された市幹部は「本会議の開会に間に合わせるため、座っていたその方と目線を合わせようと地面に膝を付き『お願いします』と言っただけ」と主張した。堀口議員は複数の市幹部が土下座したため、その場に同席させられた加藤、安積の両議員も同自治会長に土下座して謝罪の姿勢をとらざるを得なくなった述べ、加藤、安積の両議員も取材に「市幹部の土下座はあった」と述べている。

## 熱海市伊豆山土石流災害告発
2021年7月3日に静岡県で発生した熱海市伊豆山土石流災害では、新幹線ビルディングと自由同和会との関係をいち早く告発報道した。

## 主な出版物
- 示現舎ムック
  - 『同和と在日』2010年-2013年（鳥取ループ、三品純）
- 示現舎ノンフィクション
  - 『部落ってどこ？ 部落民ってだれ？』2011年（鳥取ループ、三品純） ISBN 978-4990578718
  - 『B-CAS事故‘8674422’（2012年テレビ視聴制限崩壊の真実）』2013年（鳥取ループ）ISBN 978-4990578787
  - 『「同和の会長」殺人未遂事件 金と女と部落解放運動』2016年（鳥取ループ、三品純） ISBN 978-4908348068
- 『そうだったのか「沖縄！」』2015年（仲村覚、仲村俊子、石井望、江崎孝） ISBN 978-4990578794
- 『個人と企業のための対国家機関レベルデータ保護入門』2015年（ギャウロフ美花） ISBN 978-4908348006
- 『アイヌ探訪』2015年（鳥取ループ、三品純） ISBN 978-4908348037
- 『日本姓氏語源辞典』2017年（宮本洋一）ISBN 978-4908348044
- 『部落差別解消推進法対応 部落問題入門』2017年（全国部落解放協議会）ISBN 978-4908348075
- 『ハッカーミミ Cryptography』2021年（高嶺葉樹、宮部龍彦）ISBN 978-4908348099
- 『日本姓氏語源辞典・第三版』2021年（宮本洋一）ISBN 978-4908348105
- 『在日通名大全』2022年（宮本洋一）ISBN 978-4908348112

### その他の出版物
- 販売終了
  - 『日本姓氏語源辞典・第二版』2019（宮本洋一）ISBN 4908348081
- 発売禁止
  - 『小林健治と有田芳生に対抗する 全国部落解放協議会5年のあゆみ』2016（全国部落解放協議会）ISBN 978-4908348020